# Слот-Мёллер, Харальд
Харальд Слот-Мёллер (дат. Harald Slott-Møller; 1864—1937) — датский художник, приверженец символистского направления живописи в Дании. Известен также как керамист, мастер по росписи фарфоровых и фаянсовых изделий. Супругой Харальда была также художник-символист Агнес Слот-Мёллер. Был одним из основателей и датской художественной группы «Свободный стиль» (Den Frie Udstilling).

## Жизнь и творчество
Харальд Слот-Мёллер родился в Копенгагене, в зажиточной семье коммерсанта Карла Эмиля Мёллера и его супруги Анны Марии, урождённой Мёллер. Художественное образование получил в Датской королевской академии изящных искусств, которую окончил в 1883 году, после чего три года работал под руководством известного художника-реалиста Педера Северина Кройера. В 1886 году Харальд впервые выставляет свои работы на «Весенней выставке в Шарлоттенборге». Первые успехи приходят к нему в 1888 году с картиной «Бедняки в зале ожидания у врача» (Fattigfolk i Fattiglægens Venteværelse). Харальд представляет свои произведения в Шарлоттенборге и на выставках художественной группы «Свободный стиль», в создании которой он участвует, наряду со своей женой Анной; в брак они вступили в 1888 году. В этот период своего творчества особое место в работах художника занимают портретная живопись (см. портрет Георга Брандеса «Георг Брандес в университете Копенгагена», 1889), а также пейзажи, написанные «на природе», под открытым небом. Характерным для этого времени — начала 1890-х годов — является его портрет скульптора Анны Марии Бродерсен. Далее следует отметить группу из трёх картин «Три женщины» (Tre kvinder, 1890), «Весна» (Foraaret, 1890) и одно из лучших его произведений, «Примавера» (Primavera, 1901). Человеческие типажи, изображённые мастером на своих полотнах, а также пейзажи соответствуют наблюдаемым им во время этюдов в местностях Южной Ютландии и Северного Шлезвига, где художник собирал материал для своих работ. В 1892—1906 годы Харальд Слот-Мёллер, наряду с живописцем Христианом Йоахимом — дизайнер на фаянсовой фабрике Aluminia.
Харальд Слот-Мёллер оставил несколько автопортретов, в том числе и двойной портрет Ude eller Kammerater (1886), на котором изображены он и его будущая жена Анна. В 1919 году художник был награждён рыцарским крестом ордена Даннеброг.

## Галерея
- Обнажённые
- Летний день (1888)
- На морском берегу
- Утренний кофе
- Три женщины
- Адам и Ева
- На озере Гарда
- Примавера
- Обнажённая
- Пикник
- Портрет художницы Берты Дорп
- Одна из росписей по фаянсу Харальда Слот-Мёллера